# 伊勢貞良
伊勢 貞良（いせ さだよし）は、戦国時代の武将。室町幕府の幕臣。

## 生涯
伊勢氏は代々、室町幕府の政所執事を務め、幕府の財政管理と訴訟を担う家系であった。
しかし、永禄5年（1562年）3月に六角義賢が京都に侵攻した時に（将軍地蔵山の戦い）、父の貞孝はそのまま政務を行ったことが足利義輝と三好長慶の怒りを買い、6月に義輝・長慶が京都を奪回すると貞孝は更迭された。貞孝は京都船岡山で挙兵したが敗れ、同年9月11日、貞良は父の貞孝と共に戦死した。
貞良の子の貞為、貞興は幼年であったため家臣と共に若狭武田氏を頼り小浜城に逃れた。